# Orimarga bifimbriata
Orimarga bifimbriata är en tvåvingeart som beskrevs av Alexander 1974. Orimarga bifimbriata ingår i släktet Orimarga och familjen småharkrankar.
Artens utbredningsområde är Nigeria. Inga underarter finns listade i Catalogue of Life.